# The Shin
«The Shin» — грузинський музичний гурт, заснований у Німеччині 1998 року. Разом з Маріко Ебралідзе представляв Грузію на пісенному конкурсі Євробачення 2014 у Копенгагені, Данія, з піснею «Three Minutes to Earth», однак до фіналу не вийшов.